# ديبورا جيمس
ديبورا جيمس (بالإنجليزية: Deborah James)‏ هي ناشِطة أمريكية، ولدت في 13 مارس 1971 في فورت سيل ‏ في الولايات المتحدة.